# カプラーリカ・ディ・レッチェ
カプラーリカ・ディ・レッチェ（イタリア語: Caprarica di Lecce）は、イタリア共和国プッリャ州レッチェ県にある、人口約2,400人の基礎自治体（コムーネ）。

## 地理

### 位置・広がり

#### 隣接コムーネ
隣接するコムーネは以下の通り。
- カリメーラ
- カストリ・ディ・レッチェ
- カヴァッリーノ
- リッツァネッロ
- マルティニャーノ
- サン・ドナート・ディ・レッチェ
- ステルナティーア